# The Hire
The Hire è una serie di otto cortometraggi pubblicitari prodotti dalla casa automobilistica BMW con protagonista Clive Owen nei panni dell'Autista (The Driver).

## Episodi

### Prima stagione
Ambush
- Regia: John Frankenheimer (2001)
- Protagonisti: Tomas Milian, Clive Owen

Mentre scortava un uomo anziano in una località sconosciuta, l'Autista è di fronte a un furgone pieno di uomini armati e viene avvertito che il vecchio uomo che sta trasportando ha rubato una grande quantità di diamanti. Il vecchio uomo sostiene di aver ingerito i diamanti. L'autista decide così di aiutarlo, partecipando a un inseguimento e ad una sparatoria. L'Autista ha la meglio sugli uomini armati e trasporta il vecchio in una città vicina e chiede al commerciante se lui ha davvero ingoiato i diamanti. Il cliente ridacchia e si allontana. L'Autista va via.
Chosen
- Regia: Ang Lee (2001)
- Protagonisti: Clive Owen

L'Autista protegge un bambino asiatico santo che è stato portato in America con la barca. Il bambino offre al conducente un dono, ma dice di non aprirlo. Dopo essere stato inseguito da molti assassini armati ed essersi ferito ad un orecchio egli consegnerà il ragazzo a un altro uomo santo. Il ragazzo però segnala silenziosamente al conducente che l'uomo non è in realtà un monaco. L'autista sconfigge il santone e salva il ragazzo. Mentre esce l'Autista apre il regalo che si rivela essere una benda Hulk per il suo orecchio sanguinante.
 The Follow
- Regia: Wong Kar-wai (2001)
- Protagonisti: Forest Whitaker, Mickey Rourke, Adriana Lima, Clive Owen

L'Autista viene assunto da un nervoso gestore di film per spiare la moglie di un attore paranoico. Mentre sta spiando la donna, l'Autista descrive il modo giusto di pedinare qualcuno. Scopre la moglie che è in fuga dal paese e sta per tornare da sua madre, e che a lei è stato fatto un occhio nero, probabilmente dal marito. Egli restituisce il denaro per il lavoro, rifiutandosi di dire dov'é la moglie, e se ne va dicendo al direttore di non chiamarlo più.
Star
- Regia: Guy Ritchie (2001)
- Protagonisti: Madonna, Clive Owen

L'Autista è scelto da una celebrità viziata, per accompagnarla in una sede. A sua insaputa, il suo manager ha di fatto assunto la guida per dare una lezione alla celebrità. Fingendo di sfuggire dalle sue guardie del corpo che li inseguono, l'Autista guida incautamente attraverso la città, facendo sì che la celebrità vada di qua e di là continuamente sul sedile posteriore. Arrivano al luogo, dove la celebrità viene sbalzata dalla macchina, e fotografata dai paparazzi in una posizione imbarazzante sul tappeto rosso.
Powder Keg
- Regia: Alejandro González Iñárritu (2001)
- Protagonisti: Stellan Skarsgård, Lois Smith, Clive Owen

L'Autista viene scelto dalle Nazioni Unite per salvare un fotografo di guerra ferito di nome Harvey Jacobs da un territorio ostile. Mentre stanno tornando Jacobs racconta gli orrori che ha visto come fotografo, ma si rammarica per la sua incapacità di non aiutare le vittime della guerra. Jacob risponde alle domande dell'Autista: è un fotografo perché la madre gli ha insegnato a vedere. Egli dà all'Autista la pellicola della macchina fotografica necessaria per un articolo del New York Times e le dog tags da consegnare a sua madre. L'Autista, guida attraverso una pioggia di colpi alla frontiera, ma trova Jacobs ucciso da un proiettile attraverso il sedile. Il conducente arriva in America per visitare la madre Jacobs e condividere le notizie su di lui che ha vinto il premio Pulitzer e le consegna le dog tags. Ma alla fine si scopre che lei è cieca.

### Seconda stagione
Hostage
- Regia: John Woo (2002)
- Protagonisti: Maury Chaykin, Kathryn Morris, Clive Owen

L'Autista è assunto dall'FBI per contribuire a disinnescare una situazione con un ostaggio. Un dipendente scontento ha rapito un'amministratrice delegata e l'ha nascosta, chiedendo 5.088.042 dollari. L'Autista fornisce il denaro, scrivendo la somma sulla sua mano secondo le istruzioni del sequestratore. Dopo che gli viene detto che ha la vita di una persona in mano, gli viene ordinato di bruciare i soldi. Come egli si aspetta, gli agenti federali scassinano e cercano di sottomettere l'uomo, che si spara alla testa senza rivelare dove la donna è nascosta. L'Autista poi cerca di trovare l'ostaggio prima che anneghi nel bagagliaio di una macchina che affonda. Alla fine la donna rapita si rivela essere l'amante del rapitore che schernisce mentre sta morendo in ospedale.
Ticker
- Regia: Joe Carnahan (2002)
- Protagonisti: Don Cheadle, Clive Owen, Ray Liotta, F. Murray Abraham, Robert Patrick, Clifton Powell e Dennis Haysbert

In un paese straniero senza nome, l'Autista guida un uomo ferito che porta una misteriosa valigetta, mentre è sotto attacco di un elicottero. Durante l'attacco la valigetta viene colpita da un proiettile, provocando l'inizio del conto alla rovescia sul display, e la fuoriuscita di un liquido grigio sconosciuto dal foro del proiettile. L'Autista riesce a portare l'elicottero a cadere, ma si rifiuta di procedere senza conoscere il contenuto della valigetta danneggiata. Si scopre che l'uomo custodisce un cuore umano per il trapianto di un uomo di Stato (mostrato in uniforme militare), la cui vita e la pace sono necessarie per il mantenimento della libertà delle persone del paese. Il cuore viene consegnato in tempo dall'Autista per l'intervento chirurgico. Sono presenti anche un altro ufficiale militare di cui il passeggero aveva detto che avrebbe guidato il paese con la tirannia se il suo superiore fosse morto, e la cui uniforme corrisponde ai soldati che avevano tentato di intercettare il cuore. Gli agenti statunitensi assicurano che non può interferire con la chirurgia, ed è così costretto a rinunciare al suo tentativo di prendere il paese con la forza.
Beat The Devil ( Strada per l'inferno )
- Regia: Tony Scott (2002)
- Protagonisti: Clive Owen, James Brown, Gary Oldman, Danny Trejo, Marilyn Manson

L'Autista viene chiamato da James Brown, che va incontro al Diavolo per rinegoziare il patto che aveva fatto da giovane nel 1954 in cui donava la sua anima in cambio di fama e fortuna. Egli è preoccupato per la sua età e per il fatto che lui non può più fare le sue mosse, come le spaccate. E dice che la sua capacità di eseguire sta diminuendo, significa che non può mantenere la sua fama e fortuna. Egli propone una nuova scommessa, dove la posta in gioco è l'anima dell'Autista per altri 50 anni di carriera. Avviene quindi una gara tra il Diavolo e l'Autista sulla Strip di Las Vegas all'alba. La gara si conclude con l'Autista che deviando passa intorno ad un treno, mentre l'auto del Diavolo si blocca ed esplode. Dopo aver vinto la gara, l'Autista lascia James Brown nel deserto, ma come egli va via lo vede come un giovane uomo nuovo, che poi fa un handspring in split. La scena finale mostra Marilyn Manson che abita in fondo al corridoio dal Diavolo, lamentando che il rumore disturba la sua lettura della Bibbia.